# Celmia anastomosis
Espèce
Celmia anastomosis est un papillon de la famille des Lycaenidae, de la sous-famille des Theclinae et du genre Celmia.

## Dénomination
Celmia anastomosis a été décrit par Max Wilhelm Karl Draudt en 1918 sous le nom initial de Thecla anastomosis.

## Description
Celmia anastomosis est un petit papillon aux pattes et aux antennes cerclés de blanc et noir, avec deux fine et courtes queues à chaque aile postérieure.
Sur le dessus les ailes sont noires avec aux ailes antérieures une plage bleu outremer le long du bord interne alors que les ailes postérieures sont noires avec une plage triangulaire  bleu outremer.
Le revers est beige avec aux ailes antérieures une ligne submarginale et une ligne postdiscale blanches et aux ailes postérieures les mêmes avec en plus une ligne en limite de l'aire basale et un ocelle anal bleu.

## Écologie et distribution
Celmia anastomosis est présent au Brésil, en Guyana et en Guyane,,.

### Protection
Pas de statut de protection particulier.